# François-Marie Raoult
Pour les articles homonymes, voir Raoult.
François-Marie Raoult, né le 10 mai 1830 à Fournes-en-Weppes (Nord) et mort le 1er avril 1901 à Grenoble, est un chimiste et physicien français.
Il est à l'origine des lois de Raoult concernant les propriétés colligatives des solutions chimiques : 
- loi de la tonométrie ;
- loi de l'ébulliométrie ;
- loi de la cryométrie.

et de la loi de Raoult concernant les équilibres liquide-vapeur idéaux.

## Biographie
D'abord aspirant-répétiteur au lycée de Reims (1853), Raoult gravit un à un les échelons académiques avant d'être nommé en 1862 professeur titulaire de chimie au lycée de Sens (Yonne). C'est là qu'il prépara sa thèse de doctorat sur la force électromotrice, thèse soutenue à la Sorbonne l'année suivante.
En 1867 on lui confia les cours de chimie du lycée de Grenoble, et trois ans plus tard il devenait professeur titulaire de la chaire de chimie de l’université, poste qu’il conserva jusqu’à sa mort en 1901. Les premiers travaux de recherche de Raoult portaient sur des questions de physique connexes au phénomène des courants voltaïques, mais par la suite il étendit ses travaux à des questions de chimie, repris par son fils Romain Raoult, associé à William Hyde Wollaston, qui développa la pile Wollaston. 
Le nom de Raoult reste attaché à ses recherches sur les solutions, auxquelles il consacra les deux dernières décennies de sa vie. Son premier article sur le rôle des solutés dans l’abaissement du point de congélation des solutions (loi de la cryométrie) fut publié en 1878. De nouvelles expériences menées avec différents solvants comme le benzène et l’acide acétique en solution aqueuse lui suggérèrent l’existence d’une relation entre le poids moléculaire d'un soluté et la température de congélation d’une solution. Il formula ainsi la loi générale de la congélation, selon laquelle si l’on dissout une molécule d’une substance dans 100 molécules de n’importe quel solvant donné, la température de solidification de ce dernier sera abaissée de 0,63 °C. Raoult établit également le rôle des solvants dans l'abaissement de la pression de vapeur saturante d'une solution, en montrant que l'abaissement est proportionnel au poids moléculaire du soluté. Ces deux relations sont d'autant plus précises que la dilution demeure forte. Elles fournirent à l'époque une nouvelle façon de déterminer les poids moléculaires des substances dissoutes : cette technique fut particulièrement mise à profit par Jacobus van 't Hoff et Wilhelm Ostwald, qui s'en servirent pour mettre en évidence la dissociation des molécules par électrolyse dans les solutions. La cryométrie bénéficia par la suite de nouvelles améliorations grâce aux travaux de Ernst Otto Beckmann, qui devaient en faire la technique standard de détermination des poids moléculaires des composés organiques.  
Le physicien van 't Hoff prononça un hommage posthume de Raoult le 26 mars 1902 devant la London Chemical Society.

## Distinctions
Il est lauréat du prix international de Chimie LaCaze (1889), puis de la médaille Davy en 1892. Il reçoit en 1895 le prix biennal de l'Institut de France et est élevé la même année au grade d'officier de la Légion d'honneur. Il sera reçu commandeur de la Légion d'honneur en 1900.